# The Legend of Ochi
The Legend of Ochi är en amerikansk äventyrs- och fantasyfilm som hade biopremiär i Sverige den 16 maj 2025. Filmen är regisserad av Isaiah Saxon som även skrivit filmens manus.

## Handling
I en avlägsen by på ön Carpathia växer en flicka upp med rädsla för en svårfångad djurart känd som ochi. När hon hittar en skadad ochi-unge som blivit övergiven, ger hon sig av på en resa för att föra honom hem.

## Rollista (i urval)
- Helena Zengel – Yuri
- Willem Dafoe – Maxim
- Finn Wolfhard – Petro
- Emily Watson – Dasha